# Mordellistena downesi
Mordellistena downesi là một loài bọ cánh cứng trong họ Mordellidae. Loài này được Medvedev miêu tả khoa học năm 1965.